# Cerkiew Zaśnięcia Najświętszej Maryi Panny w Rudce (murowana)
Cerkiew Zaśnięcia Najświętszej Maryi Panny w Rudce (murowana) – dawna filialna cerkiew greckokatolicka, znajdująca się w Rudce, wzniesiona w 1921.

## Historia
Po wysiedleniach, w latach 1947-1958 zamknięta. Od 1958 użytkowana jako rzymskokatolicki kościół filialny parafii w Cieplicach-Rudce.

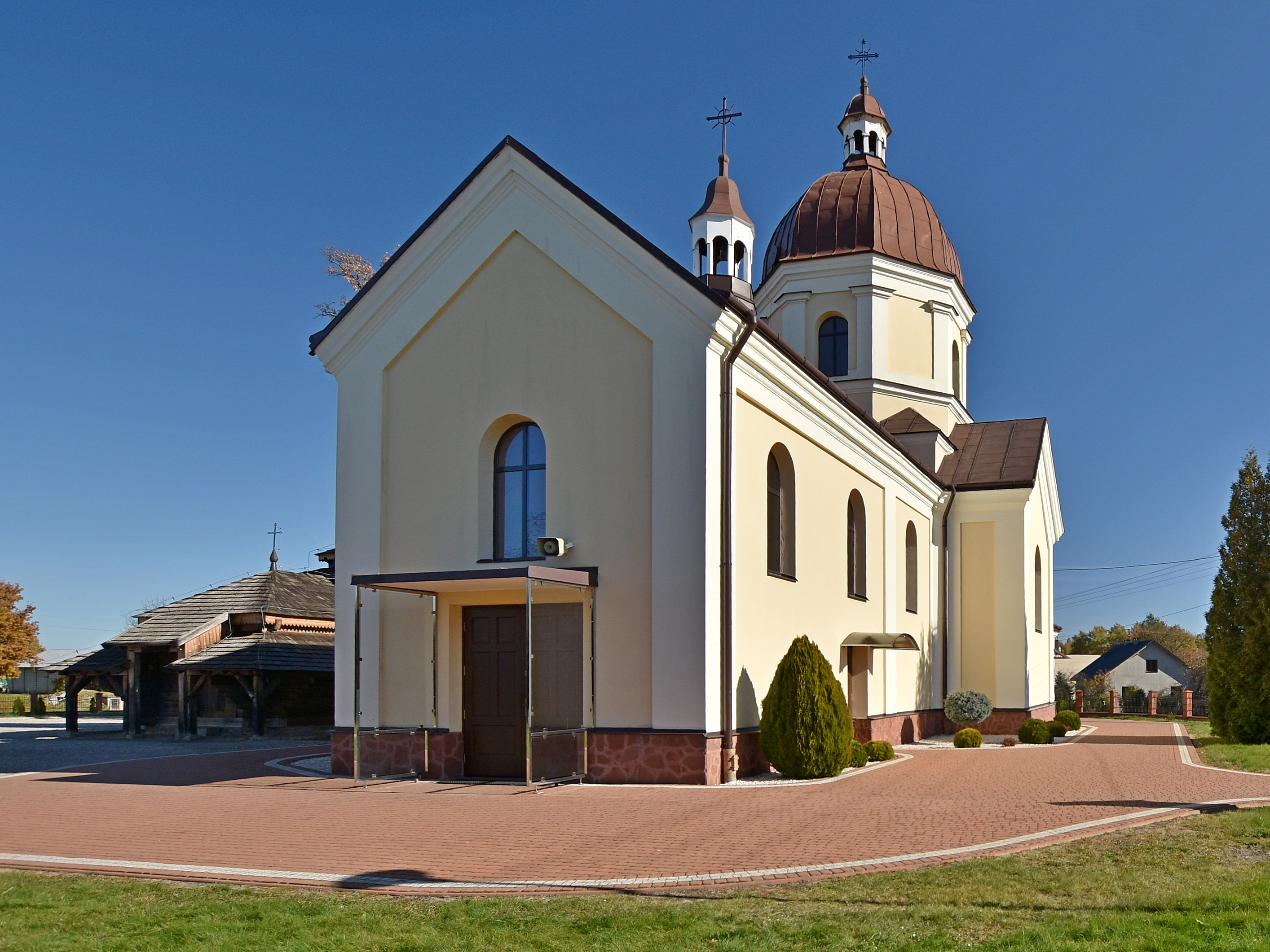
Elewacja frontowa
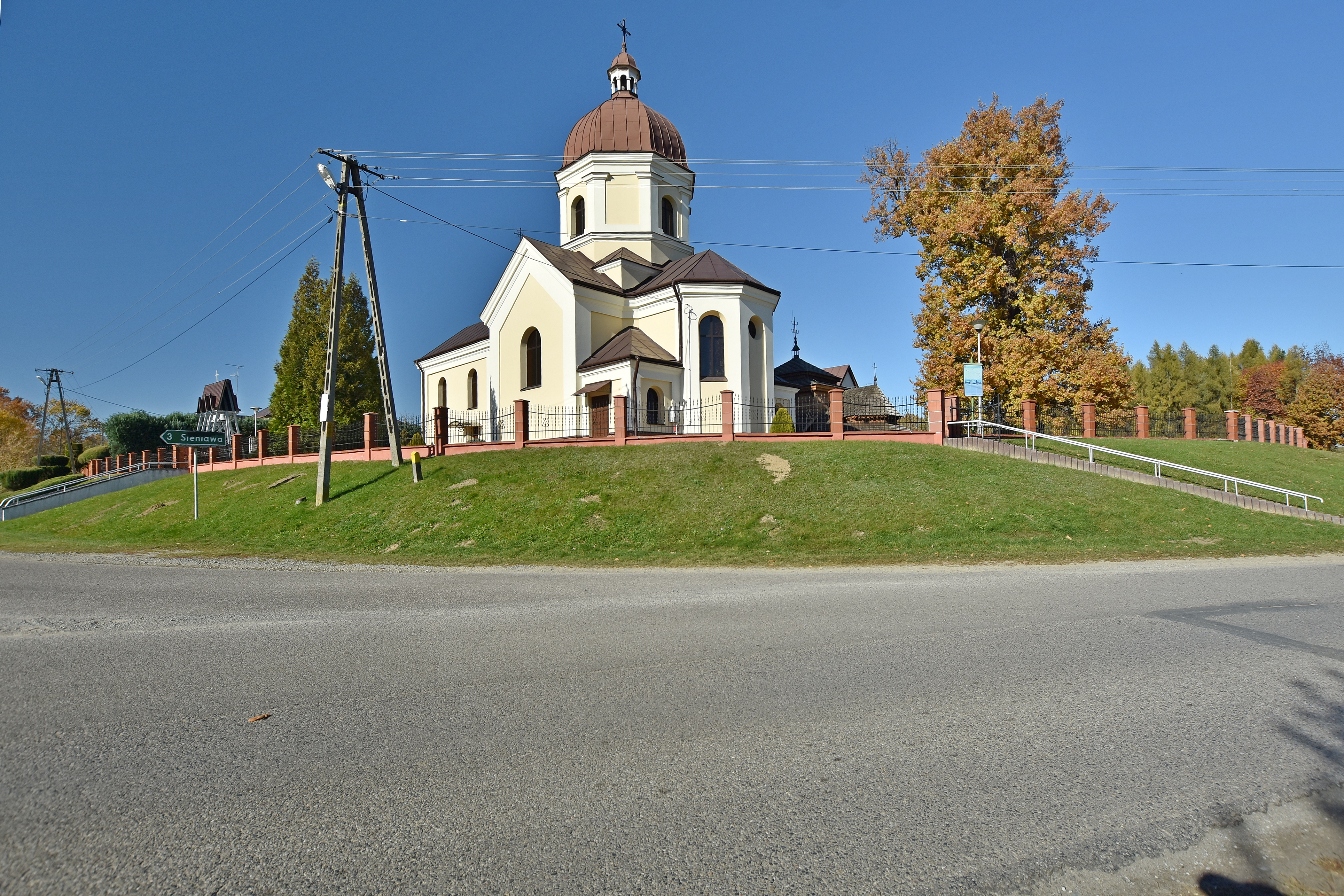
Widok od strony prezbiterium
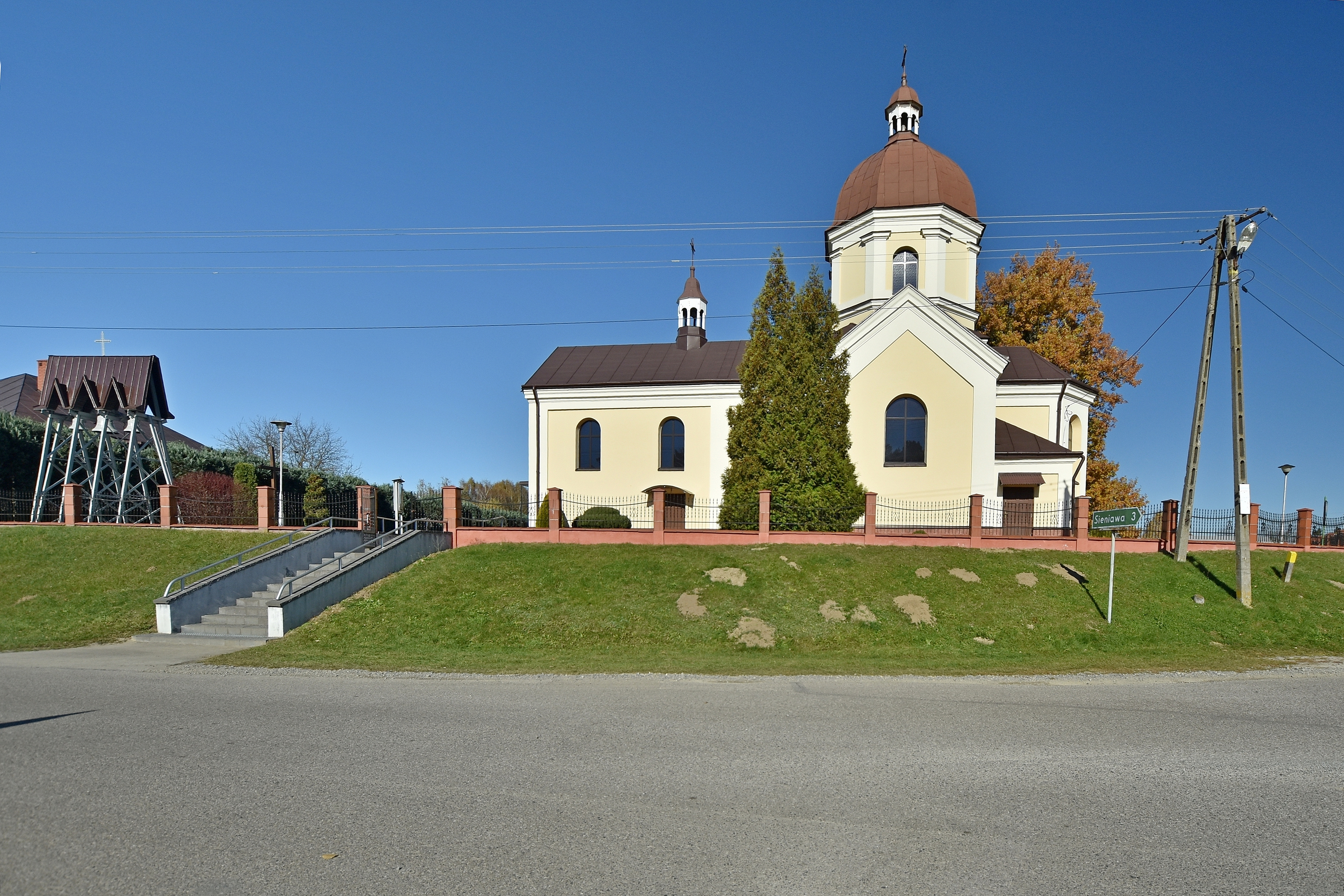
Elewacja boczna